# Chiesa dei Santi Filippo e Giacomo (Vallelaghi)
La chiesa dei Santi Filippo e Giacomo è una chiesa sussidiaria a Padergnone, frazione di Vallelaghi, in Trentino. Risale al XVI secolo.

## Storia
La chiesa era già presente nel XVI secolo, periodo nel quale vennero affrescate le sue pareti esterne. Tra i dipinti più importanti la grande immagine di San Cristoforo mentre altre porzioni di superfici decorate si trovano sulle pareti del corpo principale della chiesa e del suo presbiterio.
Viene citata ufficialmente una prima volta come curazia sussidiaria della chiesa di Calavano nel 1520, ma le sue origini sono quasi sicuramente medievali.
La sala venne ampliata nel corso del XVII secolo e durante il secolo successivo venne ampliato il presbiterio.
Con il 1958 ottenne la dignità di parrocchia e a partire dall'ultimo decennio del XX secolo venne sottoposta ad opere di restauro mirate a rivedere le opere artistiche dell'edificio, in particolare degli affreschi. Nello stesso tempo è stata consolidata nelle fondamenta per darle maggiore sicurezza statica.